# Estádio do Buraco
O Estádio do Buraco, ou Campo do Buraco é um estádio multiusos em Lobito, Benguela, Angola.
O Campo possui capacidade para até 5 mil pessoas e manda os jogos o Académica do Lobito, no Girabola.

## História
O Estádio do Buraco foi construído na década de 1970, no Bairro Santa Cruz.
Em 1999, o estádio foi o palco da derrota por 1-2 em casa da Académica para o Atlético Sport Aviação, um resultado que relegou a Académica à 2ª posição na classificação geral de Girabola daquele ano.
No dia 3 de abril de 2003, o estádio foi palco da derrota em casa da Académica por 2 a 3 para o TP Mazembe da República Democrática do Congo.
Em 2004, a Académica disputou os seus jogos em casa no Estádio Comandante Fragoso de Matos, de propriedade da União da Catumbela, na cidade vizinha de Catumbela, após a proibição dos estádios de futebol de terra batida emitidos pela Federação Angolana de Futebol.
Em 2007, o estádio foi reinaugurado com a instalação de novas gramíneas, após sete anos de inatividade.
O campo de 110x68m sofreu uma grande reabilitação na sequência da Campeonato Africano das Nações de 2010 organizada por Angola, com a instalação de uma nova vedação, quatro conjuntos de luzes led, novos postes de baliza e uma relva natural importada do Reino Unido. Agora conta com três novos camarins também. Foi o campo de treinamento da equipe nacional de futebol do Marrocos naquele evento.